# Karol Nawrocki
Karol Tadeusz Nawrocki (* 3. března 1983 Gdaňsk) je polský historik, politik a aktivista, od srpna 2025 prezident Polska, když jako nezávislý kandidát podporovaný PiS vyhrál prezidentské volby. V letech 2017 až 2021 působil jako ředitel Muzea druhé světové války v Gdaňsku. V letech 2021 až 2025 vedl Ústav národní paměti ve Varšavě.

## Životopis
Narodil se roku 1983 v Gdaňsku v tehdejší Polské lidové republice do rodiny Ryszarda a Elżbiety Nawrockich. Do roku 1998 navštěvoval 58. základní školu v Gdaňsku a v roce 2002 odmaturoval na Všeobecném lyceu č. IV v Gdaňsku. 
V roce 2003 absolvoval pomaturitní studium oboru personální management na Postsekundární škole obchodně–správní v Gdaňsku a v témže roce 2003 zahájil studium na Institutu historie Univerzity v Gdaňsku, kde v roce 2008 získal magisterský titul. Ve čtvrtém ročníku studií pracoval jako hlídač v Grand Hotelu v Sopotech.

### Kariéra historika
V letech 2009 až 2017 pracoval na různých pozicích v Ústavu národní paměti. V letech 2017 až 2021 působil jako ředitel Muzea druhé světové války v Gdaňsku. Po svém nástupu do ředitelské role měl nechat přepracovat probíhající výstavu k zločinům druhé světové války, což bylo kritizováno. Následně padlo pravomocné rozhodnutí o intelektuálním vlastnictví zmíněné výstavy jejími realizátory a nutnosti napravit největší narušení jejího původního smyslu. Závěrečný sestřih záběrů poválečných bojů za lidská práva či demokracii a návratu války do každodenního života obyvatel nejen východní Ukrajiny byl totiž nahrazen nacionálním filmem Neporazitelní z dílny Ústavu národní paměti, pojednávajícím o hrdinství Poláků jakožto osamocených obránců dobra proti nacistickému a komunistickému zlu.
V roce 2021 byl Sejmem jmenován a Senátem potvrzen ředitelem Ústavu národní paměti ve Varšavě.
Za svou kariéru historika publikoval řadu knih a článků. Jeho hlavním oborem byla antikomunistická opozice v komunistickém Polsku. Dále se zabýval organizovaným zločinem v komunistickém Polsku a dějinami sportu.

## Politická kariéra

### Prezidentská kampaň
Dne 24. listopadu 2024 se jako nezávislý nestraník stal oficiálním kandidátem pravicové konzervativní strany Právo a spravedlnost (PiS) v prezidentských volbách 2025. V květnu 2025 jej jako konzervativního prezidentského kandidáta přijal v Bílém domě americký prezident Donald Trump, který mu také vyjádřil podporu.
Během kampaně se objevila kauza ohledně vlastnictví bytu v Gdaňsku. Sám Nawrocki se v kampani profiloval jako „jeden z běžných Poláků, který vlastní jen jeden byt“, nicméně se ukázalo, že má ještě druhý, ke kterému navíc přišel za nevyjasněných a podezřelých okolností. Jeho mediální tým kauzu nedokázal jasně vysvětlit a přišel s několika protichůdnými verzemi. Podle Nawrockého byt získal od seniora, o kterého se staral, nicméně rodina tohoto seniora tvrzení odmítla a uvedla, že Nawrocki byt od seniora vylákal.
Se ziskem 5 790 804 hlasů (29,54 %) těsně vyhrál 1. kolo prezidentských voleb před kandidátem Občanské platformy (PO) Rafałem Trzaskowskim, oba tak postoupili do 2. kola, ve 2. kole prezidentských voleb zvítězil Nawrocki s 10 606 877 hlasů (50,89 % a stal se tak zvoleným polským prezidentem. Poražený kandidát Trzaskowski získal 10 237 286 hlasů (49,11 %).

### Prezident republiky
Inaugurován byl 6. srpna 2025 , kdy nahradil v úřadu dalšího představitele PiS Andrzeje Dudu.

## Politické postoje
Nawrocki se charakterizoval jako politicky nezávislý člověk, který nikdy nebyl členem žádné politické strany. Označil se rovněž za občanského kandidáta, který sjednotí rozdělené Poláky. Server Euronews popsal jeho politické inklinace coby vlastenecké, křesťanské a podporující NATO a Donalda Trumpa. Nawrocki uvedl, že bude hájit polské vlastenectví, křesťanské hodnoty, národní suverenitu a tradiční hodnoty. Vedle toho řekl, že je silným odpůrcem odstraňování křížů z veřejných budov.
Při jedné z debat v roce 2025 učinil gesto, při kterém vzal duhovou vlaječku LGBT komunity a donesl ji na řečnický pultík svého soupeře Trzaskowského. Podle komentátorů měl tímto gestem označit Trzaskowského za podporovatele LGBT komunity, která byla za vlády Práva a spravedlnosti dehumanizovaná a během které se šířila homofobie. Sám sebe pak označil za zastánce „tradičních polských hodnot“. Prohlásil se za odpůrce migrační a azylové politiky Evropské unie a ukončil by Pakt EU o migraci a azylu, který byl přijat v roce 2024.

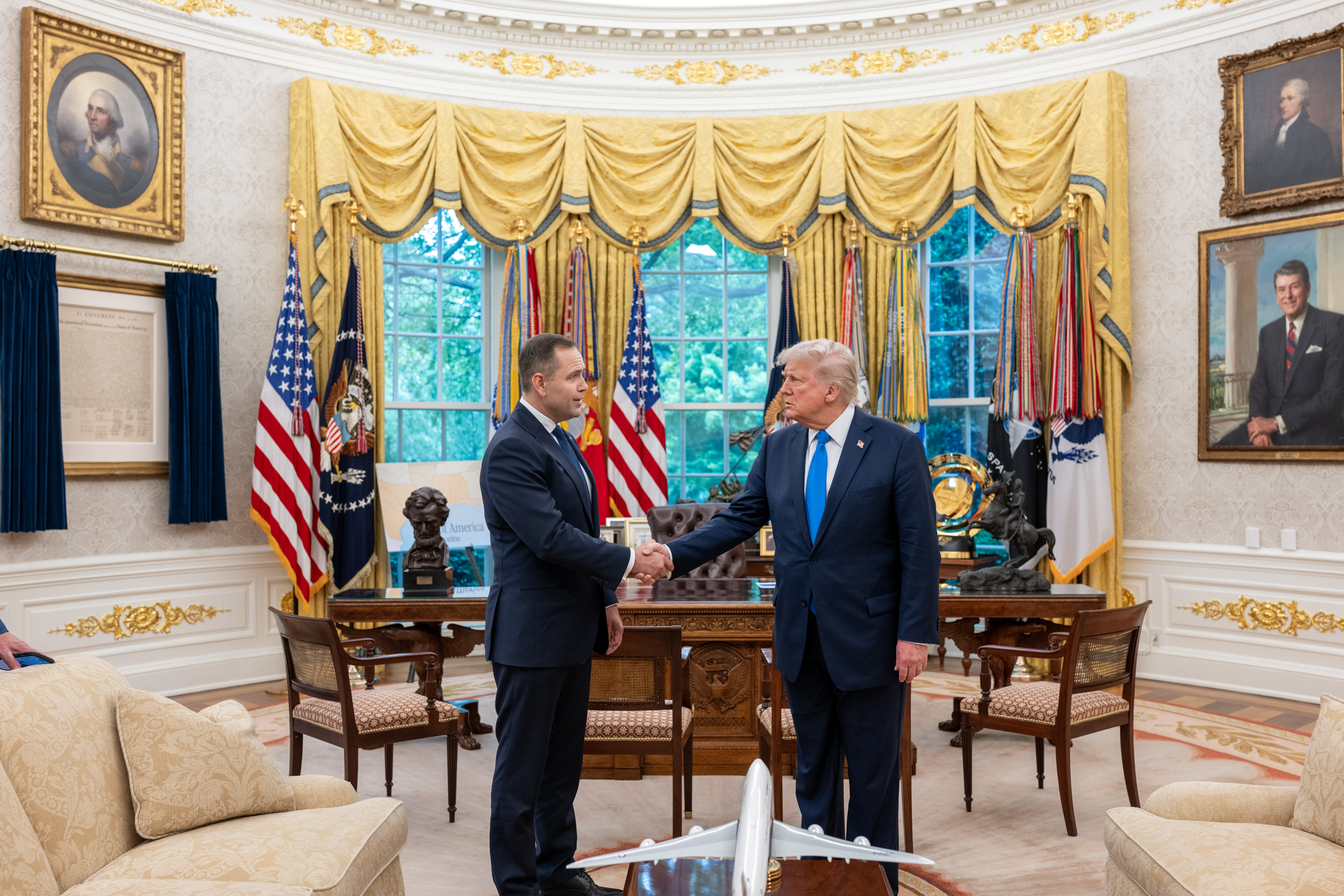
Přijetí Karola Nawrockého americkým prezidentem Donaldem Trumpem v Oválné pracovně, květen 2025

Během své kariéry se přičinil o odstranění několika památníků Rudé armády v Polsku. V historické debatě se zastal odkazu tzv. Prokletých vojáků. Podporu vyjádřil velkým infrastrukturním projektům, jako například vodního kanálu u Viselského zálivu. Podpořil také rozšíření železniční sítě.
Postavil se proti přijetí eura coby polské měny. Postavil se také proti omezování sociálních programů a financování zdravotnictví. V otázce hospodaření se v případě zvolení prezidentem zavázal nezvyšovat důchodový věk, posilovat práva pracujících, udržet neděle coby den pracovního klidu, podporovat ekonomický nacionalismus a podporovat polské zemědělce. Díky tomu byl podpořen odborovým svazem Solidarita. Nebránil by zdanění technologických firem a podpoře výstavby sociálních bytů. Nawrocki podpořil energetickou nezávislost Polska, přičemž svou vizi staví na jaderné energii. Naopak byl kritikem Zelené dohody pro Evropu. V dlouhodobějším horizontu chtěl potravinovou nezávislost Polska.
V zahraniční politice se stavěl proti federalizaci Evropské unie a hodlal bránit zachování specifické polské indentity. Vedle toho byl odpůrcem myšlenky přijetí Ukrajiny do NATO a Evropské unie, dokud by Ukrajina nepřiznala svůj díl viny na Volyňském masakru. Trestal by glorifikaci ukrajinského nacionalistického vůdce Stepana Bandery. Později prohlásil, že si přeje mírové ukončení rusko-ukrajinské války, nicméně dodal, že je nutné na mezinárodní úrovni vyřešit separatistické snahy východních regionů Ukrajiny. Rusko označil za imperialistický stát, který má v sobě tuto vlastnost hluboce zakořeněnou.
Nawrocki kritizoval politiku vlády Donalda Tuska jako příliš submisivní vůči Německu a vyzýval k obnovení vyváženého a partnerského vztahu mezi oběma zeměmi. Od Německa by požadoval válečné reparace za materiální ztráty a válečné zločiny spáchané během německé okupace Polska v letech 1939–1945.

## Soukromý život
Jeho manželkou je Marta Nawrocká (* 1986), která pracuje pro státní příjmovou správu. Mají spolu syna Antoniho a dceru Katarzynu. Vychovávali také Daniela (* 2003), manželčina syna z prvního vztahu. V komunálních volbách 2024 nebyl Daniel Nawrocki zvolen do zastupitelstva Gdaňsku na kandidátce Právo a spravedlnost. V témže roce se ale stal radním městské části Siedlce v Gdaňsku.

## Ocenění
- Polsko: Bronzový Záslužný kříž (2016)
- Polsko: Stříbrný Záslužný kříž (2021)